# Базанча
Базанча (в верховье Большая Базанча) — река в России, протекает по Таштагольскому району Кемеровской области. Устье реки находится в 79 км по левому берегу реки Мундыбаш. Длина реки составляет 19 км.
В 5 км от устья, по правому берегу реки впадает река Малая Базанча.

## Данные водного реестра
По данным государственного водного реестра России относится к Верхнеобскому бассейновому округу, водохозяйственный участок реки — Кондома, речной подбассейн реки — Томь. Речной бассейн реки — (Верхняя) Обь до впадения Иртыша.